# Festivallo
FestiVallo è un programma televisivo italiano di genere talent show e varietà, in onda in seconda serata su Rai 2 dal 29 aprile 2025 con la conduzione di Nino Frassica.

## Il programma
La trasmissione è un omaggio goliardico al Festival di Sanremo, in cui Frassica assume le vesti di direttore artistico e cinque ospiti per ogni puntata si esibiscono in alcune tra le canzoni vincitrici delle 75 edizioni, spesso riarrangiate in una nuova chiave e accompagnati da una band in studio. Al termine di ogni esibizione, saranno votate da sei personaggi noti del mondo dello spettacolo.
È realizzato dalla Direzione Intrattenimento Prime Time della Rai e dal CPTV di Roma.

## Prima edizione (2025)

### Prima puntata
- Data: 29 aprile 2025
- Direttore Artistico: Nino Frassica
- Conduttore: Gaetano Calabrese
- Co-conduttrice: Violante Placido
- Inviato al Teatro Ariston: Matteo Abrami
- Il cantante fallito/critico musicale: Gianfranco Padda
- Sala Stampa: Silvia Pellegrinaggi
- Sala Stampa Straniera: la giornalista tedesca Ulla Von Ristofen Von Hackenback Von IndereiIer Linkestraien For Und LungerBeighen Baegons Singereigen (Maurizio Ferrini)

| Ordine di uscita | Interprete       | Canzone         | Voto Addetti ai lavori | Voto Addetti ai lavori | Voto Addetti ai lavori | Voto Addetti ai lavori | Voto Addetti ai lavori | Voto Addetti ai lavori            | Voto Addetti ai lavori | Voto Addetti ai lavori | Voto Addetti ai lavori        | Voto Addetti ai lavori | Voto Addetti ai lavori |
| Ordine di uscita | Interprete       | Canzone         | Francesco Gabbani      | Massimo Ceccherini     | Ghemon                 | Barbara De Rossi       | Francesco Baccini      | Maria Giovanna Elmi               | Giovanni Cacioppo      | Nathalie Guetta        | Diego Abatantuono             | Totale                 | Classifica             |
| ---------------- | ---------------- | --------------- | ---------------------- | ---------------------- | ---------------------- | ---------------------- | ---------------------- | --------------------------------- | ---------------------- | ---------------------- | ----------------------------- | ---------------------- | ---------------------- |
| 01               | Violante Placido | Piove           | 8                      | 6                      | voto non valido        | 10                     | 10                     | voto non valido                   | 8                      | 10                     | voto non valido               | 52                     | 2                      |
|                  |                  |                 | Carlo Conti            | Pasquale Mammaro       | Piero Pelù             | Mario Biondi           | Valentino Picone       | Lucia Ocone                       | Carmine Faraco         | Piero Chiambretti      | –                             | Totale                 | Classifica             |
| 02               | Massimo Bagnato  | Perdere l'amore | 8                      | 10                     | voto non valido        | 9                      | voto non valido        | 10                                | 10                     | 10                     | –                             | 57                     | 1                      |
|                  |                  |                 | Marcello Cirillo       | Mago Forrest           | Silvia Annicchiarico   | Arturo Brachetti       | Marina Suma            | Valerio Lundini                   | Sergio Di Pinto        | Lillo                  | –                             | Totale                 | Classifica             |
| 03               | Diana Del Bufalo | Come saprei     | 9                      | voto non valido        | 10                     | 10                     | 8                      | 8                                 | 6                      | voto non valido        | –                             | 51                     | 4                      |
|                  |                  |                 | Francesco Baccini      | Maccio Capotonda       | Tullio Solenghi        | Lina Sastri            | Antonella Elia         | Giovanni Veronesi                 | Gennaro Cosmo Parlato  | Donatella Finocchiaro  | Lillo                         | Totale                 | Classifica             |
| 04               | Paola Minaccioni | Zingara         | 9                      | 6                      | voto non valido        | 9                      | voto non valido        | 7                                 | 8                      | 8                      | voto non valido               | 47                     | 5                      |
|                  |                  |                 | Ale e Franz            | Adriana Volpe          | Giovanni Scifoni       | Ghemon                 | Memo Remigi            | Cristiano Malgioglio (Max Giusti) | Gemelli di Guidonia    | Sebastiano Somma       | Grande Capo Estiqaatsi (Greg) | Totale                 | Classifica             |
| 05               | Lyane            | Zitti e buoni   | voto non valido        | 10                     | 7,5                    | voto non valido        | 10                     | 6                                 | 10                     | 8                      | voto non valido               | 51,5                   | 3                      |